# Reithrodontomys tenuirostris
Reithrodontomys tenuirostris är en däggdjursart som beskrevs av Clinton Hart Merriam 1901. Reithrodontomys tenuirostris ingår i släktet skördemöss, och familjen hamsterartade gnagare. IUCN kategoriserar arten globalt som sårbar. Inga underarter finns listade i Catalogue of Life.
Denna gnagare når en kroppslängd (med svans) av 20 till 23 cm och en vikt mellan 18 och 23 g. Den har 2,0 till 2,5 cm långa bakfötter och 1,5 till 1,7 cm långa öron. På ovansidan förekommer brun päls med orange skugga som blir mera rödbrun fram till stjärten. Dessutom är flera svarta hår inblandade i pälsen. Undersidan är täckt av kanelbrun päls med rosa skugga. Huvudet kännetecknas av svarta ögonringar och av mörka öron. Rännan i de övre framtänderna som är typisk för alla skördemöss förekommer likaså.
Arten förekommer i sydvästra Guatemala och i angränsande områden av Mexiko. Den lever i bergstrakter mellan 2400 och 2900 meter över havet. Habitatet utgörs av kalla fuktiga lövskogar. Individerna går på marken och de klättrar troligen i växtligheten.